# Remiremont
Remiremont é um município do departamento de Vosges, na região de Grande Leste, no nordeste da França. É o quarto município mais populoso do departamento, somente atrás de Épinal, de Saint-Dié-des-Vosges e de Gérardmer.

## Geografia
Ele se encontra rodeado por Saint-Nabord ao norte,  Seux, Xennois e Saint-Étienne-les-Remiremont ao nordeste, Celles ao leste, Domartin-les-Remiremont e Les Poiries ao sudeste, La Croisetta e Hérival ao sul, Olichamp e La Demoiselle ao sudoeste, Le Château Lombard ao oeste e Raon-aux-bois ao noroeste.